# 心相随
心相随（英语：Heart Together），是香港凤凰卫视于2013年1月1日开播的一档短节目，主持人为陈鲁豫，周一至周五播出，每期3分钟。该节目是一档充满励志、启发性及趣味的节目，除播出《鲁豫有约》的过往采访内容外，亦会播出其他内容，还会让观众了解鲁豫生活的点点滴滴。2014年6月27日播出最后一集，目前已停播。

## 冠名
本节目在开播之初，由华致酒行冠名，2013年下半年由湘窖酒业冠名，2014年起没有冠名。

## 播出时间[1]
本节目在凤凰卫视中文台的播出时间为：
- 首播：香港时间周一至五22:30-22:35
- 重播：香港时间周一至五03:10-03:15、17:20-17:25

## 外部連結
- 节目官網 （页面存档备份，存于）